# Raya
Raya é um é uma aplicação de rede social privada, baseado em associação para iOS, fundado por Daniel Gendelman em 2014. Originalmente exclusivamente uma dating app, a aplicação viria a adicionar recursos para promover networking profissional. A adesão de Raya é amplamente restritiva; limitada a celebridades, personalidades de destaque e da Internet, por meio de um longo processo de seleção ou convite. A assinatura do Raya custa 19,99 dólares por mês no plano base e 49,99 no plano premium.

## História
Raya foi concebido por Daniel Gendelman em 2014 e foi ao ar em fevereiro de 2015. O aplicativo está disponível em dispositivos Apple. Em 2016, Raya adquiriu a Chime, uma startup de mensagens de vídeo.

## Membros notáveis
O Raya é conhecido por sua exclusividade e base de usuários de celebridades, que inclui: Hasan Piker, Chet Hanks, Hannibal Buress, Channing Tatum, Joe Jonas, Keke Palmer, Sharon Stone, Moby, Lily Allen, John Mayer, Paul Bissonnette, Cara Delevingne, Matthew Perry, Raven-Symoné, Elijah Wood, Tom Felton, Kiernan Shipka, Amy Schumer, Whitney Cummings, Ben Affleck, Lil Dicky, Melissa Villaseñor, Patrick Schwarzenegger, Nikki Glaser, Katherine Timpf, Clairo e Simone Biles.